# Кубок України з футболу 2014—2015
Ку́бок Украї́ни з футбо́лу 2014–2015 — 24-й розіграш Кубка України. Переможцем стало київське «Динамо».
Попередній етап та 1/16 фіналу складаються з одного матчу. Господарем поля є команда, яка виступає в лізі, нижчій за рангом. Якщо зустрічаються команди однієї ліги, то господарем поля у першому матчі є команда, яка має непарний номер при жеребкуванні.
Починаючи з 1/8 фіналу (окрім фіналу), етапи складаються з двох матчів.

## Учасники
У цьому розіграші кубка взяли участь 37 команд чемпіонату, а також фіналісти Кубка України серед аматорів 2013 року:
| Клуби Прем'єр-ліги: - «Волинь» (Луцьк) - «Ворскла» (Полтава) - «Говерла» (Ужгород) - «Динамо» (Київ) - «Дніпро» (Дніпропетровськ) - «Зоря» (Луганськ) - «Іллічівець» (Маріуполь) - «Карпати» (Львів) - «Металіст» (Харків) - «Металург» (Донецьк) - «Металург» (Запоріжжя) - «Олімпік» (Донецьк) - «Чорноморець» (Одеса) - «Шахтар» (Донецьк) | Клуби першої ліги: - «Буковина» (Чернівці) - «Геліос» (Харків) - «Гірник» (Кривий Ріг) - «Гірник-спорт» (Комсомольськ) - «Десна» (Чернігів) - «Зірка» (Кіровоград) - МФК «Миколаїв» (Миколаїв) - «Нафтовик-Укрнафта» (Охтирка) - «Нива» (Тернопіль) - ФК «Олександрія» (Олександрія) - ФК «Полтава» (Полтава) - «Сталь» (Алчевськ) - «Сталь» (Дніпродзержинськ) - ПФК «Суми» (Суми) - ФК «Тернопіль» (Тернопіль) | Клуби другої ліги: - «Арсенал-Київщина» (Біла Церква) - «Енергія» (Нова Каховка) - «Кремінь» (Кременчук) - «Кристал» (Херсон) - «Оболонь-Бровар» (Київ) - «Реал Фарма» (Овідіополь) - «Скала» (Стрий) - «Черкаський Дніпро» (Черкаси) Фіналісти Кубка серед аматорських команд: - «Єдність» (Плиски) - «Чайка» (Петропавлівська Борщагівка) |

Команда клубу «Макіїввугілля» (Макіївка) не взяла участі в розіграші турніру згідно з рішенням ЦР від 23 липня 2014 року, у зв'язку з тим, що клуб знаходиться в зоні дії АТО та не має коштів для проведення матчів кубка за межами Донецької області.

## Попередній етап
Жеребкування етапу відбулося 24 липня 2014 року, а матчі відбулися 6 та 7 серпня. У попередньому етапі брали участь 14 команд — 2 аматорські команди, 8 команд другої ліги та 4 команди першої ліги.
| Команда 1           | Команда 2      | Рахунок |
| ------------------- | -------------- | ------- |
| «Оболонь-Бровар»    | «Гірник»       | 3:1     |
| «Єдність»           | ФК «Тернопіль» | 0:1     |
| «Чайка»             | «Енергія»      | 3:0     |
| «Арсенал-Київщина»  | «Реал Фарма»   | 3:4 дч  |
| «Черкаський Дніпро» | «Скала»        | 1:0     |
| «Кристал»           | «Сталь» Д      | 2:4     |
| «Кремінь»           | «Гірник-спорт» | 2:0     |

| 6 серпня 2014 17:00 |

| «Єдність» | 0:1 | ФК «Тернопіль» |
| --------- | --- | -------------- |
|           |     | Семенець 24'   |

| «Єдність», Плиски |

| 6 серпня 2014 17:30 |

| «Арсенал-Київщина»          | 3:4 дч | «Реал Фарма»                            |
| --------------------------- | ------ | --------------------------------------- |
| Андрєєв 69' Федосов 72' 81' |        | Новицький 7' Фаюк 37' Якименко 89' 119' |

| «Трудові резерви», Біла Церква |

| 6 серпня 2014 18:00 |

| «Кремінь»     | 2:0 | «Гірник-спорт» |
| ------------- | --- | -------------- |
| Черній 2' 44' |     |                |

| «Кремінь-Арена» ім. Олега Бабаєва, Кременчук |

| 6 серпня 2014 18:00 |

| «Чайка»                                  | 3:0 | «Енергія» |
| ---------------------------------------- | --- | --------- |
| Паламарчук 18' Баранович 59' Козоріз 66' |     |           |

| Податкової академії, Ірпінь |

| 6 серпня 2014 19:00 |

| «Оболонь-Бровар»                       | 3:1 | «Гірник»   |
| -------------------------------------- | --- | ---------- |
| Продан 54' Коваленко 64' Корольчук 84' |     | Сітало 46' |

| «Оболонь-Арена», Київ |

| 6 серпня 2014 19:00 |

| «Черкаський Дніпро» | 1:0 | «Скала» |
| ------------------- | --- | ------- |
| Захаревич 47'       |     |         |

| «Центральний стадіон», Черкаси |

| 7 серпня 2014 18:00 |

| «Кристал»             | 2:4 | «Сталь» Д                       |
| --------------------- | --- | ------------------------------- |
| Ткачов 74' Мартян 86' |     | Котляр 22' 48' Плешаков 59' 69' |

| «Кристал», Херсон |

## 1/16 фіналу
Жеребкування відбулося 13 серпня 2014 року, за поточним рейтингом команди були розділені на два кошики, «сіяних» та «несіяних». Базовий день для проведення матчів — 23 серпня.
| Команда 1           | Команда 2        | Рахунок       |
| ------------------- | ---------------- | ------------- |
| 22 серпня           |                  |               |
| ФК «Тернопіль»      | ФК «Олександрія» | 1:1, пен. 3:4 |
| 23 серпня           |                  |               |
| «Буковина»          | «Чорноморець»    | 0:4           |
| «Нафтовик-Укрнафта» | «Волинь»         | 0:1           |
| МФК «Миколаїв»      | «Іллічівець»     | 0:1           |
| «Геліос»            | «Металург» З     | 0:1           |
| ФК «Полтава»        | «Металург» Д     | 2:1           |
| «Десна»             | «Дніпро»         | 0:1           |
| «Нива»              | «Ворскла»        | 1:5           |
| «Реал Фарма»        | «Олімпік»        | 0:1           |
| «Черкаський Дніпро» | «Говерла»        | 1:2           |
| «Чайка»             | «Карпати»        | 0:4           |
| «Зірка»             | «Динамо»         | 1:3           |
| «Оболонь-Бровар»    | «Шахтар»         | 0:1           |
| «Сталь» А           | «Сталь» Д        | −:+[a]        |
| 24 серпня           |                  |               |
| «Кремінь»           | «Зоря»           | 0:2           |
| ПФК «Суми»          | «Металіст»       | 0:1 дч        |

a «Сталь» (Алчевськ) достроково знялася з турніру. Таким чином, її суперник, «Сталь» Д, автоматично пройшов до 1/8 фіналу
| 22 серпня 2014 18:30 |

| ФК «Тернопіль» | 1:1 | ФК «Олександрія» |
| -------------- | --- | ---------------- |
| Богданов 2'    |     | Чепурненко 10'   |

| Міський, Тернопіль |

|                                                |     | Пенальті                                             |  |
| Богданов · Курило · Атласюк · Клекот · Гром'як | 3:4 | Чепурненко · Іващенко · Банада · Коломоєць · Микицей |  |

| 23 серпня 2014 16:00 |

| МФК «Миколаїв» | 0:1 | «Іллічівець»  |
| -------------- | --- | ------------- |
|                |     | Яворський 77' |

| Центральний міський стадіон, Миколаїв |

| 23 серпня 2014 16:30 |

| ФК «Полтава»                 | 2:1 | «Металург» Д  |
| ---------------------------- | --- | ------------- |
| Коркішко 30' Насібулін 90+1' |     | Алешандре 40' |

| «Локомотив», Полтава |

| 23 серпня 2014 17:00 |

| «Буковина» | 0:4 | «Чорноморець»                            |
| ---------- | --- | ---------------------------------------- |
|            |     | Аржанов 4' Діденко 17' Назаренко 28' 49' |

| «Буковина», Чернівці |

| 23 серпня 2014 17:00 |

| «Десна» | 0:1 | «Дніпро»      |
| ------- | --- | ------------- |
|         |     | Чеберячко 36' |

| ім. Ю. Гагаріна, Чернігів |

| 23 серпня 2014 17:00 |

| «Чайка» | 0:4 | «Карпати»                                         |
| ------- | --- | ------------------------------------------------- |
|         |     | Голодюк 10' Ксьонз 27' Сергійчук 31' Костевич 48' |

| «Стадіон Податкової академії», Ірпінь |

| 23 серпня 2014 17:00 |

| «Нива»     | 1:5 | «Ворскла»                                              |
| ---------- | --- | ------------------------------------------------------ |
| Семенюк 2' |     | Чеснаков 9' Ткачук 24' Янузі 43' Ковпак 56' Громов 81' |

| Міський, Тернопіль |

| 23 серпня 2014 17:30 |

| «Реал Фарма» | 0:1 | «Олімпік»   |
| ------------ | --- | ----------- |
|              |     | Лисенко 31' |

| «Іван», Одеса |

| 23 серпня 2014 18:00 |

| «Геліос» | 0:1 | «Металург» З |
| -------- | --- | ------------ |
|          |     | Юсов 63'     |

| «Геліос-Арена», Харків |

| 23 серпня 2014 18:00 |

| «Зірка»      | 1:3 | «Динамо»                                |
| ------------ | --- | --------------------------------------- |
| Бацула 90+1' |     | Кравець 2' Калітвінцев 12' Драгович 66' |

| «Зірка», Кіровоград |

| 23 серпня 2014 18:00 |

| «Нафтовик-Укрнафта» | 0:1 | «Волинь»    |
| ------------------- | --- | ----------- |
|                     |     | Бікфалві 3' |

| «Нафтовик», Охтирка |

| 23 серпня 2014 19:00 |

| «Черкаський Дніпро» | 1:2 | «Говерла»                  |
| ------------------- | --- | -------------------------- |
| Бессалов 14'        |     | Кузнецов 45+1' Шацьких 66' |

| Центральний, Черкаси |

| 23 серпня 2014 19:30 |

| «Оболонь-Бровар» | 0:1 | «Шахтар»      |
| ---------------- | --- | ------------- |
|                  |     | Адріану 90+2' |

| «Оболонь-Арена», Київ |

| 24 серпня 2014 17:00 |

| «Кремінь» | 0:2 | «Зоря»                   |
| --------- | --- | ------------------------ |
|           |     | Бородай 41' Ліпартія 47' |

| «Кремінь-Арена» ім. Олега Бабаєва, Кременчук |

| 24 серпня 2014 19:30 |

| ПФК «Суми» | 0:1 дч | «Металіст»   |
| ---------- | ------ | ------------ |
|            |        | Кулаков 108' |

| «Ювілейний», Суми |

## 1/8 фіналу
Жеребкування відбулося 26 серпня 2014 року, за поточним рейтингом команди були розділені на два кошики, «сіяних» та «несіяних». Базовий день для проведення перших матчів — 27 вересня, матчів-відповідей — 29 жовтня.
| Команда 1        | Заг.          | Команда 2     | 1-й матч | 2-й матч |
| ---------------- | ------------- | ------------- | -------- | -------- |
| «Олімпік»        | 6:0           | «Металург» З  | 2:0      | 4:0      |
| «Сталь» Д        | 3:3, пен. 2:4 | «Чорноморець» | 2:1      | 1:2      |
| ФК «Полтава»     | 2:9           | «Шахтар»      | 1:5      | 1:4      |
| «Говерла»        | 3:3 (ч)       | «Металіст»    | 2:2      | 1:1      |
| «Волинь»         | 1:4           | «Дніпро»      | 1:0      | 0:4      |
| ФК «Олександрія» | 1:2           | «Зоря»        | 0:1      | 1:1      |
| «Іллічівець»     | 2:4           | «Ворскла»     | 0:1      | 2:3      |
| «Карпати»        | 0:2           | «Динамо»      | 0:1      | 0:1      |

## 1/4 фіналу
Жеребкування відбулося 31 жовтня 2014 року.
| Команда 1     | Заг. | Команда 2 | 1-й матч | 2-й матч |
| ------------- | ---- | --------- | -------- | -------- |
| «Чорноморець» | 0:5  | «Дніпро»  | 0:4      | 0:1      |
| «Металіст»    | 0:3  | «Шахтар»  | 0:2      | 0:1      |
| «Зоря»        | 1:4  | «Динамо»  | 1:2      | 0:2      |
| «Ворскла»     | 0:1  | «Олімпік» | 0:0      | 0:1      |

## 1/2 фіналу
Жеребкування відбулося 9 квітня 2015 року.
| Команда 1 | Заг. | Команда 2 | 1-й матч | 2-й матч |
| --------- | ---- | --------- | -------- | -------- |
| «Олімпік» | 1:4  | «Динамо»  | 0:0      | 1:4      |
| «Дніпро»  | 1:2  | «Шахтар»  | 0:1      | 1:1      |

## Фінал
Фінал відбувся 4 червня 2015 року.
| 4 червня 2015 21:00 EEST +26 °C |

| «Динамо» | 0:0 дч   | «Шахтар» |
| -------- | -------- | -------- |
|          | Протокол |          |

| НСК «Олімпійський», Київ Глядачів: 53 455 Арбітр: Юрій Можаровський (Львів) |

|                                                                      |     | Пенальті                                                         |  |
| Велозу · Драгович · Антунеш · Гусєв · Ярмоленко · Беланда · Хачеріді | 5:4 | Срна · Адріану · Коста · Тайсон · Ракицький · Тейшейра · Гладкий |  |